# Jan Wagner (pisarz)
Jan Wagner (ur. 18 października 1971 w Hamburgu) – niemiecki pisarz i tłumacz.

## Życie i twórczość
Jan Wagner jest absolwentem Stormarnschule w Ahrensburgu, gdzie zdał maturę w 1992 roku. Studiował anglistykę na Uniwersytecie w Hamburgu i na Trinity College w Dublinie. Dyplom ukończenia studiów magisterskich otrzymał na Uniwersytecie Humboldtów w Berlinie, za pracę dyplomową na temat „Najmłodsze pokolenie anglo-irlandzkich poetów”. W latach 1995–2003 wydał wraz z Thomasem Girstem „Die Außenseite des Elements” – skrzynkę poezji przypominającą segregator, składający się z luźno połączonych, wymiennych stron. Taki układ druku zachęca czytelnika do samodzielnego archiwizowania kartek. W tomie została przedstawiona między innymi współczesna perska i niderlandzka liryka. Przykładem dla tego projektu był Marcel Duchamp „Schachtel im Koffer”.
Od ukazania się jego pierwszego zbioru opowiadań w roku 2001 Wagner był czynnym pisarzem, wydawcą i tłumaczem angielsko-amerykańsko-niemieckim. Jego opowiadania były publikowane w licznych antologiach (m.in. „Der Große Conrady”) i magazynach literackich („Akzente”, „Bella triste”, „Sinn und Form”, „Muschelhaufen”). Jako krytyk redagował recenzje dla Frankfurter Rundschau i dla innych gazet, jak i dla radia. Od 2009 roku jest członkiem Bawarskiej Akademii Sztuk Pięknych, od 2010 członkiem Akademii Nauk i Literatury w Moguncji, Niemieckiej Akademii Języka i Poezji oraz Niemieckiego Centrum PEN. Za zbiór opowiadań pod tytułem „Regentonnenvariationen” otrzymał pierwszy raz tytuł liryka nagrody Lipskich Targów Książki. Od 2015 roku jest członkiem Wolnej Akademii Sztuki w Hamburgu.
W 2014 roku wraz z Krystyną Dąbrowską, Uljaną Wolf, Justyną Bargielską, Tomem Schulzem, Jackiem Dehnelem, Dagmar Krause, Tomaszem Różyckim oraz Kerstin Preiwuss wziął udział w Liryka extra/ausgezeichnet liryk – polsko-niemieckim projekcie poezji online realizowanym przy współpracy Fundacji Wisławy Szymborskiej, Instytutu Goethego i Literaturwerkstatt Berlin.
Utwory Wagnera z języka niemieckiego na język polski są tłumaczone przez Tomasza Ososińskiego.
Jan Wagner mieszka w Berlinie od 1995, od 2000 roku w berlińskiej dzielnicy Neukölln.

## Teksty literackie

### Poezja i proza
- Probebohrung im Himmel. Gedichte. Berlin Verlag, Berlin 2001, ISBN 3-8270-0071-8.
- Guerickes Sperling. Gedichte. Berlin Verlag, Berlin 2004, ISBN 3-8270-0091-2.
- Achtzehn Pasteten. Gedichte. Berlin Verlag, Berlin 2007, ISBN 978-3-8270-0721-6.
- Australien. Gedichte. Berlin Verlag, Berlin 2010, ISBN 978-3-8270-0951-7.
- Die Sandale des Propheten. Essays. Berlin Verlag. Berlin 2011, ISBN 978-3-8270-1047-6.
- Die Eulenhasser in den Hallenhäusern. Drei Verborgene. Gedichte. Hanser Berlin, Berlin 2012, ISBN 978-3-446-24030-8.
- Poesiealbum 295. Märkischer Verlag Wilhelmshorst 2011, ISBN 978-3-931329-95-2.
- Der verschlossene Raum. Münchner Reden zur Poesie. Herausgegeben von Maria Gazzetti und Frieder von Ammon, Lyrik Kabinett München, 2012. ISBN 978-3-938776-32-2.
- Regentonnenvariationen. Gedichte. Hanser Berlin, Berlin 2014, ISBN 978-3-446-24646-1.
- Selbstporträt mit Bienenschwarm. Ausgewählte Gedichte 2001–2015. Hanser Berlin, Berlin 2016, ISBN 978-3-446-25075-8.
- Der verschlossene Raum. Beiläufige Prosa. Hanser Berlin, Berlin 2017, ISBN 978-3-446-25475-6.

### Słuchowisko
- Gold.Revue, Reżyseria: Leonhard Koppelmann, Kompozycja: Sven-Ingo Koch (DLF 2017)

### Redakcja
- Lyrik von Jetzt. 74 Stimmen (współredaktor Björn Kuhligk). DuMont Literatur und Kunstverlag, Köln 2003, ISBN 3-8321-7852-X.
- Lyrik von Jetzt 2 (współredaktor Björn Kuhligk), Berlin Verlag, Berlin 2008.
- Die Außenseite des Elementes (wraz z Thomasem Girstem). Berlin 1995–2003.

## Tłumaczenia
- Charles Simic: Grübelei im Rinnstein. Hanser Verlag, München 2000 (mit Hans Magnus Enzensberger, Michael Krüger, Rainer G. Schmidt), ISBN 3-446-19928-4.
- James Tate: Der falsche Weg nach Hause. Gedichte. Berlin Verlag, Berlin 2004, ISBN 3-8270-0492-6.
- Matthew Sweeney: Rosa Milch. Gedichte. Berlin Verlag, Berlin 2008, ISBN 978-3-8270-0744-5.
- Dan Chiasson: Naturgeschichte. Ausgewählte Gedichte. Luxbooks, Wiesbaden 2009, ISBN 978-3-939557-38-8.
- Simon Armitage: Zoom! Berlin Verlag, Berlin 2011, ISBN 978-3-8270-0906-7.
- Robin Robertson: Am Robbenkap. Edition Lyrik Kabinett im Hanser Verlag, München 2013, ISBN 978-3-446-24179-4.
- Matthew Sweeney: Hund und Mond. Gedichte. Hanser Berlin, Berlin 2017, ISBN 978-3-446-25684-2.

## Wyróżnienia i nagrody
- 1999: Nagroda literackich tłumaczy miasta Hamburga
- 2000: Stypendium Senatu Berlińskiego
- 2001: Hamburska Nagroda za Literacka
- 2001: Nagroda Hermanna Hessego
- 2001: Stypendium Niemieckiej Fundacji Literatury
- 2002: Stypendium Domu Sztuki w Edenkoben
- 2003: Stypendium Stichting Culturele Uitwisseling Nederland Duitsland i Senatu Berlińskiego
- 2003: Nagroda Publiczności im. Christiny Lavant
- 2004: Stypendium Domu Heinricha Heinego w Lüneburgu
- 2004: Nagroda im. Alfreda Grubera
- 2004: Nagroda im. Anny Seghers
- 2004: Nagroda Poetycka Mondseer
- 2005: Nagroda Poetycka im. Ernsta Meistersa
- 2006: Nagroda literacka im. Arno Reinfranka
- 2006: Stypendium Pruskiej Fundacji Handlu Morskiego
- 2007: Stypendium Casa Baldiego Niemieckiej Akademii Rom
- 2008: Max Kade Writer-in-Residence w Department of German Language and Literatures w Oberlin, Ohio (USA)[9]
- 2008: Stypendium pisarskie z Funduszu Elsy Heiliger Fundacji im. Konrada Andenauera
- 2009: Stypendium Niemieckiego Funduszu Literackiego
- 2009: Stypendium Senatu Berlińskiego
- 2009: Nagroda im. Wilhelma Lehmanna
- 2009: Stypendium Nagrody Lessinga Wolnego Miasta Hanzeatyckiego Hamburga
- 2011: Nagroda Friedricha Hölderlina Uniwersytetu i Miasta Uniwersyteckiego Tübingen
- 2011: Stypendium Niemieckiej Akademii Rom Villa Massimo Rom
- 2011: Nagroda Literacka Kranichstein
- 2013: Nagroda im. Paula Scheerbarta Fundacji Heinrich Maria Ledig-Rowohlt
- 2014: Roczne stypendium Carla Friedricha Fundacji Simens z siedzibą w Monachium
- 2015: Stypendium Rezydenckie Villa Aurora
- 2015: Nagroda Mörike miasta Fellbach
- 2015: Nagroda Targów Książki w Lipsku za zbiór opowiadań Regentonnenvariationen (w kategorii „Beletrystyka”)
- 2016: Nagroda Samuela Bogumiła Lindego oraz Kazimierza Brakonieckiego[10]
- 2017: Zhongkun International Poetry Award oraz Zheng Min
- 2017: Stypendium Künstlerhof Schreyahn
- 2017: Nagroda im. Georga Büchnera[11]
- 2017: Słuchowisko miesiąca Lipca dla Gold.Revue